# Josef Suk (compositor)
Josef Suk (Krečovice, 4 de enero de 1874 - Benešov, 29 de mayo de 1935) fue un compositor y violinista checo.

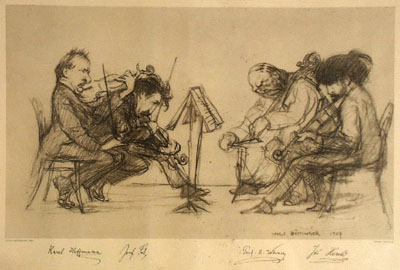
Boettinger, Hugo - Cuarteto Checo(1907)

Alumno de Antonín Dvořák, se casó con una de sus hijas. Poco a poco fue apartándose de la influencia musical de su suegro para evolucionar hacia un lenguaje musical relativamente moderno. Compuso sobre todo música sinfónica, con influencias de la música popular, como era propio de la tradición checa a partir de Bedřich Smetana. Compuso dos operas, dos sinfonías, tres poemas sinfónicos, dos oberturas y música de cámara.

## Trayectoria
Desde muy joven, Josef Suk (nacido en Křečovice, Bohemia) tuvo una excelente formación musical. Aprendió órgano, violín y piano de su padre, Josef Suk Sr., y fue formado en violín por el violinista checo Antonín Bennewitz. Realizó sus estudios teóricos con varios otros compositores, incluidos Josef Bohuslav Foerster, Karel Knittl y Karel Stecker. Más tarde centró su escritura en obras de cámara bajo las enseñanzas de Hanuš Wihan. A pesar de una amplia formación musical, a menudo se decía que su habilidad musical era heredada en gran medida. Aunque continuó sus lecciones con Wihan otro año después de completar sus estudios, la mayor inspiración de Suk provino de otro de sus maestros, el gran compositor checo Antonín Dvořák, que sería su mentor.
Fue uno de los alumnos más queridos de Dvořák. Suk se casó con Otilie, hija de Dvořák, en 1898. Sin embargo, la última parte de la vida de Suk estuvo marcada por la tragedia. En el lapso de 14 meses, alrededor de 1905, no solo murió el mentor de Suk, Dvořák, sino también Otilie. Estas desgracias inspiraron la sinfonía Asrael (nombre del ángel de la muerte) de Suk.
A menudo se ha comparado el estilo de Suk con su contemporáneo Otakar Ostrčil. Suk, junto con Vitezslav Novak y Ostrčil, es considerado uno de los principales compositores del Modernismo checo, con una gran influencia compartida entre los tres proveniente a su vez de Dvořák. Eminentes figuras alemanas como el compositor Johannes Brahms y el crítico Eduard Hanslick reconocieron la actividad de Suk durante su tiempo con el Cuarteto Checo. Con el tiempo, conocidos compositores austriacos como Gustav Mahler y Alban Berg también comenzaron a prestar atención a Suk y su obra.
Aunque escribió principalmente música instrumental, Suk ocasionalmente incursionó en otros géneros. La música orquestal era su punto fuerte, en particular la Serenata para cuerdas, op. 6 (1892). Su tiempo con el Cuarteto Checo, aunque realizó conciertos de éxito hasta su retiro, no siempre fue recibido con la aprobación del público. Se destacaron varias campañas contra Dvořák; las críticas no solo se dirigieron al cuarteto, sino específicamente a Suk. El crítico izquierdista Zdeněk Nejedlý acusó al Cuarteto Checo de dar conciertos inapropiados en tierras checas durante la Primera Guerra Mundial. Si bien estos ataques disminuyeron el ánimo de Suk, no entorpecieron su trabajo.

## Obras
Suk comenzó su obra con música de cámara y, siguiendo la tradición de Dvořák, con una serenata para cuerdas en cuatro movimientos op. 6, inspirada en la obra correspondiente de Dvořák, que se ha convertido en su obra más interpretada. La Sinfonía en mi mayor Op. 14, que todavía se basa en Dvořák, abre su producción orquestal. Las dos primeras piezas de música escénica, que arregló como suites para conciertos, están compuestas en el espíritu del romanticismo nacional. “Pohádka” Op. 16 (“Cuento de hadas del verano”), a partir de una obra del poeta simbolista Julius Zeyer, trae por primera vez el “motivo de la muerte” que tanta importancia adquiere en la sinfonía Asrael. La suite “Pod jabloní” op.20 (“Bajo el manzano”) también está basada en una obra de teatro de Zeyer. La Fantasía para violín y orquesta en sol menor Op. 24, el "Fantastické Scherzo" Op. 25 ("Fantastic Scherzo") y el poema sinfónico "Praga" Op. 26 allanan el camino para el estilo maduro de Suk.
Su obra más célebre es la sinfonía en cinco movimientos Azrael, compuesta bajo la impresión de la muerte de su mujer y de Antonín Dvořák. En la continuación del lenguaje tonal obtenido en Asrael, Suk creó Pohádka léta op.29 (Cuento de hadas del verano), también en cinco movimientos. Es la obra hermana de Asrael, y aquí, también, el compositor hace una obra de duelo. El arco va desde los ritmos vacilantes del comienzo (desde la pieza para piano "sobre el corazón de la madre" del ciclo O matance op. 28) pasando por imágenes de la naturaleza, un scherzo lleno de visiones atormentadoras hasta la conclusión pacífica de una noche con campanas sonando. La instrumentación y las armonías modernas dan a la obra un carácter luminoso, sonoro y actual a su tiempo. En contraste con el drama de la sinfonía "Asrael", una peculiar síntesis de sentimientos de alegría y tristeza caracteriza su contenido expresivo.
La creación de la siguiente obra sinfónica Zrání Op. 34 (“Madurez”) le tomó un lapso de tiempo extraordinariamente largo de cinco años. Esto puede tener algo que ver con el grado de complejidad en forma y estilo logrado aquí, pero también con las numerosas giras de conciertos que Suk realizó con su cuarteto de cuerdas, así como con las penurias de la Primera Guerra Mundial, que había estallado en mientras tanto. El poema sinfónico de un movimiento de 45 minutos que se basa en un poema de Antonín Sova, en el que se compara la maduración en la naturaleza con la maduración humana. Formalmente, es una fusión de una introducción lenta, el movimiento de sonata y los caracteres de adagio y scherzo con una fuga de coronación como centro. Las interrelaciones entre los temas individuales son extremadamente complejas, el tema está constantemente sujeto a las más pequeñas transiciones, pero sin revelar el estado de ánimo de una calma general. Aquí, también, los temas ya desarrollados en Asrael desempeñan el papel de vocabulario musical. La luminosidad tonal parece incrementarse nuevamente, en términos armónicos, resulta, como en el anterior Cuarteto de Cuerdas No. 2, Op. 31, del uso eufónico de estructuras politonales (dos temas contrapuntísticos están armonizados de manera diferente, pero significativa). De esta manera, Suk logra una modernidad armónica que, a su manera, no es inferior a la del primer Schoenberg (quien era un admirador del Cuarteto de Cuerdas No. 2 de Suk). La obra de gran importancia, que casi nunca está en el repertorio de orquestas fuera de la República Checa, es una valiosa adición a la serie de obras que anuncian el cumplimiento y el adiós de una época cultural en torno a su punto de inflexión poco antes de la Primera Guerra Mundial.

## Sinfonía Azrael

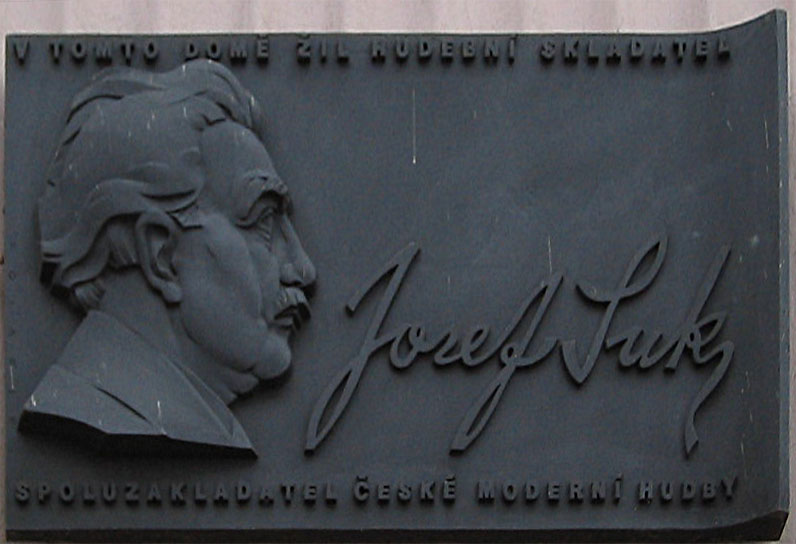
Placa en recuerdo de Josef Suk en la calle Trojická de Praga.

Su obra más célebre es la sinfonía en cinco movimientos «Azrael», compuesta bajo la impresión de la muerte de su mujer y de Antonín Dvořák (los tres primeros movimientos están dedicados a Dvořák y los dos últimos a su esposa). El título Azrael alude al ángel de la muerte; toda la obra está caracterizada por su aire a la vez fúnebre, demoniaco, desesperado y resignado. El triple clímax del primer movimiento es un pasaje impresionante, con su recreación de la llamada de los trombones del Apocalipsis. Este clímax recuerda el del primer movimiento de la Sinfonía nº8 de Anton Bruckner, aunque todo parece indicar que Suk desconocía en aquel momento esta obra.
La sinfonía de cinco movimientos Asrael op. 27, inicialmente solo pretendía ser un réquiem para Dvořák, pero se amplió en los dos últimos movimientos después de la muerte de su esposa. Un breve motivo recorre la obra, que en un principio parece frío y despiadado, pero que se desvanece en la lejanía al final indulgente a modo de coral solemne. La sinfonía de Asrael contiene citas de las obras de Dvořák, en el segundo movimiento el motivo básico de los Réquiems de Dvořák, más tarde la canción del cazador de Rusalka. Asrael es una obra notable, que recuerda a Gustav Mahler en escala e intensidad de expresión.

## Estilo musical
El estilo musical de Suk comenzó con una fuerte influencia de su mentor, Dvořák. El mayor cambio en el estilo de Suk se produjo después de que llegara a un "callejón sin salida" en su estilo musical temprano, justo antes de que comenzara un cambio estilístico durante 1897-1905, quizás dándose cuenta de que la fuerte influencia de Dvořák limitaría su composición. El morbo siempre fue un factor importante en la música de Suk. Por ejemplo, escribió su propia marcha fúnebre en 1889 y también aparece significativamente en una obra importante, la "Sinfonía fúnebre" Asrael, op. 27. Madurez, poema sinfónico, fue también una historia de dolor y de cuestionamiento del valor de la vida. Otras obras, sin embargo, como la música que le puso al drama Radúz a Mahulena de Julius Zeyer, muestran su felicidad, que atribuye a su matrimonio con Otilie. Otra de las obras de Suk, Pohádka (Cuento de hadas), se extrajo de su obra Radúz a Mahulena. Lo más cerca que estuvo Suk de la ópera es en su música incidental para la obra Pod jabloní (Bajo el manzano).
La mayoría de los papeles de Suk se guardan en Praga. También hay un nuevo catálogo de las obras de Suk que contiene más manuscritos que ninguno anterior, algunos de los cuales también contienen bocetos de Suk.
Suk dijo de sí mismo: "No me inclino ante nadie, excepto ante mi propia conciencia y ante nuestra noble Señora Música... y, sin embargo, al mismo tiempo sé que sirvo a mi país y alabo a las grandes personas del período de nuestro despertar quien nos enseñó a amar a nuestra patria.”